# Zell am Main
Zell am Main es un municipio situado en el distrito de Wurzburgo, en el estado federado de Baviera (Alemania), con una población a finales de 2016 de unos 4308 habitantes.
Se encuentra ubicado al noroeste del estado, en la región de Baja Franconia, a la orilla del río Meno —un afluente derecho del Rin—, de la ciudad de Wurzburgo y de la frontera con el estado de Baden-Wurtemberg.